# P-glikoprotein
P-glikoprotein 1 (glikoprotein permeabilnosti, P-gp, Pgp, protein otpornosti na višestruke lekove 1, MDR1, ATP-vezujuća kaseta potfamilija B član 1, ABCB1, klaster of diferencijacije 243, CD243) je glikoprotein koji je kod ljudi kodiran ABCB1 genom. P-gp dobro poznati ABC-transporter (koji transportuje široki opseg supstrata kroz ekstra- i intracelularne membrane). On je član MDR/TAP familije.
Pgp je široko rasprostranjen i izražen u interstinalnom epitelu, hepatocitima, renalno proksimalno tubularnim ćelijama, nadbubrežnoj žlezdi i kapilarnim endotelnim ćelijama od kojih je formirana krvno-moždana i krvno-testikularna barijera.

## Literatura
- Ling V (1997). „Multidrug resistance: molecular mechanisms and clinical relevance”. Cancer Chemother. Pharmacol. 40 Suppl (7): S3—8. PMID 9272126. doi:10.1007/s002800051053.
- Kerb R, Hoffmeyer S, Brinkmann U (2001). „ABC drug transporters: hereditary polymorphisms and pharmacological impact in MDR1, MRP1 and MRP2”. Pharmacogenomics. 2 (1): 51—64. PMID 11258197. doi:10.1517/14622416.2.1.51.
- Akiyama S (2002). „[Mechanisms of drug resistance and reversal of the resistance]”. Hum. Cell. 14 (4): 257—60. PMID 11925925.
- Brinkmann U (2002). „Functional polymorphisms of the human multidrug resistance (MDR1) gene: correlation with P glycoprotein expression and activity in vivo”. Novartis Found. Symp. Novartis Foundation Symposia. 243: 207—10; discussion 210—2, 231—5. ISBN 978-0-470-84635-3. PMID 11990778. doi:10.1002/0470846356.ch15.
- Váradi A, Szakács G, Bakos E, Sarkadi B (2002). „P glycoprotein and the mechanism of multidrug resistance”. Novartis Found. Symp. Novartis Foundation Symposia. 243: 54—65; discussion 65—8, 180—5. ISBN 978-0-470-84635-3. PMID 11990782. doi:10.1002/0470846356.ch5.
- Hegedus T; Orfi L; Seprodi A;  . (2002). „Interaction of tyrosine kinase inhibitors with the human multidrug transporter proteins, MDR1 and MRP1”. Biochim. Biophys. Acta. 1587 (2–3): 318—25. PMID 12084474.
- Pallis M, Turzanski J, Higashi Y, Russell N (2003). „P-glycoprotein in acute myeloid leukaemia: therapeutic implications of its association with both a multidrug-resistant and an apoptosis-resistant phenotype”. Leuk. Lymphoma. 43 (6): 1221—8. PMID 12152989. doi:10.1080/10428190290026277.
- Schaich M, Illmer T (2003). „Mdr1 gene expression and mutations in Ras proto-oncogenes in acute myeloid leukemia”. Leuk. Lymphoma. 43 (7): 1345—54. PMID 12389613. doi:10.1080/10428190290033279.
- Fromm MF (2003). „The influence of MDR1 polymorphisms on P-glycoprotein expression and function in humans”. Adv. Drug Deliv. Rev. 54 (10): 1295—310. PMID 12406646. doi:10.1016/S0169-409X(02)00064-9.
- Ambudkar SV; Kimchi-Sarfaty C; Sauna ZE; Michael M. Gottesman (2003). „P-glycoprotein: from genomics to mechanism”. Oncogene. 22 (47): 7468—85. PMID 14576852. doi:10.1038/sj.onc.1206948.
- Jamroziak K, Robak T (2004). „Pharmacogenomics of MDR1/ABCB1 gene: the influence on risk and clinical outcome of haematological malignancies”. Hematology. 9 (2): 91—105. PMID 15203864. doi:10.1080/10245330310001638974.
- Ishikawa T; Onishi Y; Hirano H;  . (2005). „Pharmacogenomics of drug transporters: a new approach to functional analysis of the genetic polymorphisms of ABCB1 (P-glycoprotein/MDR1)”. Biol. Pharm. Bull. 27 (7): 939—48. PMID 15256718. doi:10.1248/bpb.27.939.
- Lee W, Lockhart AC, Kim RB, Rothenberg ML (2005). „Cancer pharmacogenomics: powerful tools in cancer chemotherapy and drug development”. Oncologist. 10 (2): 104—11. PMID 15709212. doi:10.1634/theoncologist.10-2-104.
- Gambrelle J; Labialle S; Dayan G;  . (2005). „[Multidrug resistance in uveal melanoma.]”. Journal français d'ophtalmologie. 28 (6): 652—9. PMID 16141933.
- Al-Shawi MK, Omote H (2006). „The Remarkable Transport Mechanism of P-glycoprotein; a Multidrug Transporter”. J. Bioenerg. Biomembr. 37 (6): 489—96. PMC 1459968 . PMID 16691488. doi:10.1007/s10863-005-9497-5.
- Orlowski S, Martin S, Escargueil A (2006). „P-glycoprotein and 'lipid rafts': some ambiguous mutual relationships (floating on them, building them or meeting them by chance?)”. Cell. Mol. Life Sci. 63 (9): 1038—59. PMID 16721513. doi:10.1007/s00018-005-5554-9.
- Annese V; Valvano MR; Palmieri O;  . (2006). „Multidrug resistance 1 gene in inflammatory bowel disease: a meta-analysis”. World J. Gastroenterol. 12 (23): 3636—44. PMID 16773678.
- Sekine I; Minna JD; Nishio K;  . (2007). „A literature review of molecular markers predictive of clinical response to cytotoxic chemotherapy in patients with lung cancer”. Journal of thoracic oncology : official publication of the International Association for the Study of Lung Cancer. 1 (1): 31—7. PMID 17409824.
- Kumar YS, Adukondalu D, Sathish D, Vishnu YV, Ramesh G, Latha AB, Reddy PC, Sarangapani M, Rao YM (2010). „P-Glycoprotein- and cytochrome P-450-mediated herbal drug interactions”. Drug Metabol Drug Interact. 25 (1-4): 3—16. PMID 21417789. doi:10.1515/DMDI.2010.006.

## Spoljašnje veze
- P-Glycoprotein на 
- Jessica R Oesterheld (1. 5. 2002). „P-glycoprotein”. Mental Health Connections, Inc. Архивирано из оригинала 7. 2. 2008. г. Приступљено 2. 3. 2008.